# Benelux
El nom de Benelux designa una regió formada per Bèlgica, els Països Baixos i Luxemburg. El terme és un acrònim provinent de la unió de la primera síl·laba dels noms de cada país: Belgique/België/Belgien, Nederland i Luxembourg/Luxemburg (si bé en luxemburguès el país s'anomena Lëtzebuerg).
Fou inicialment concebuda com una unió econòmica i duanera: lliure circulació de béns al seu interior i taxes uniformes a aplicar a productes provinents de l'exterior. Actualment, però, el terme s'empra més enllà d'aquests àmbits.

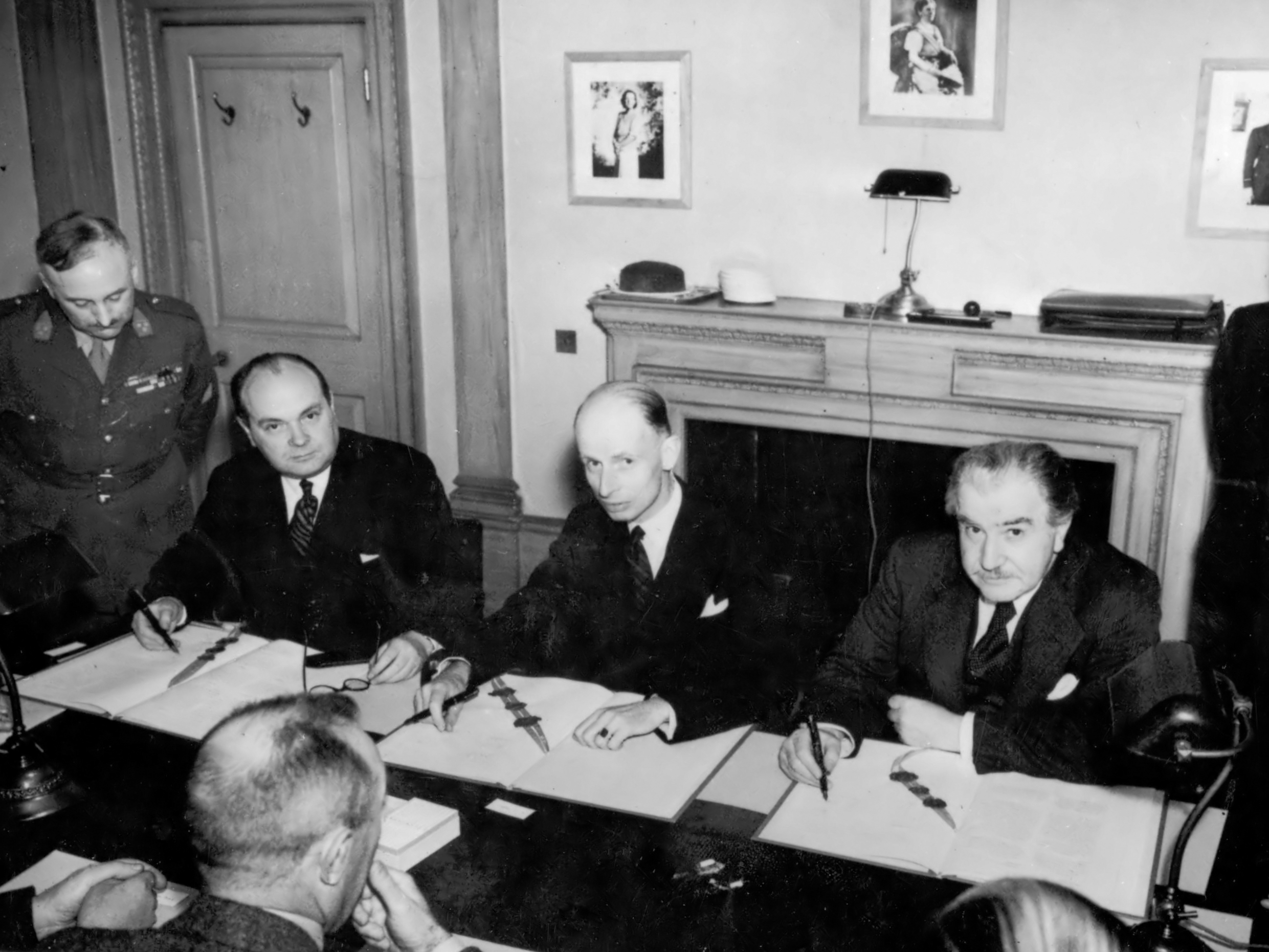
Signatura del pacte monetari

Històricament té un precedent en l'antic Regne dels Països Baixos posterior a la derrota de Napoleó, del qual s'independitzaren Bèlgica el 1830 i Luxemburg el 1890. Es començà a gestar a la dècada dels 30, si bé no fou fins al final de la Segona Guerra Mundial que els governs a l'exili dels tres països negociaren i acordaren els tractats monetari (Londres, octubre del 1943) i duaner (Londres, setembre del 1944) que en suposarien la creació. La Convenció del Benelux fou signada a La Haia el març del 1947 i entrà en vigor l'1 de gener del 1948 per a cinquanta anys.
El 2004 els aliats van pactar un nou tractat referent a efectes policials i fronterers, pensat com un pas més enllà de l'Acord de Schengen. Dona competències policials fora del territori nacional als sengles cossos policials, per exemple en cas de persecucions transfronteres o gran catàstrofes. Aquest pacte que ja preveia una col·laboració intensa va ser actualitzat el 2017. El 27 de juny 2008, es va signar un nou tractat, de durada indefinida. La missió es va actualitzar i unes comissions obsoletes es van abolir. Des del nou tractat en vigor des del 2010, també és una unió de justícia, afers interiors i el desenvolupament sostenible.
Tot i que al primer acord del 1943 ja es va pactar sobre la taxa de canvi per facilitar i estabilitzar l'economia, va caldre esperar fins a la introducció de l'euro el 2002 mai per tenir una veritable una unió monetària. Les vàlues del franc belga i el franc luxemburguès estaven lligades a una taxa de 1 BEF = 1 LUF.
Ocasionalment el terme Belux és emprat per referir-se només als estats de Bèlgica i Luxemburg.

## Història

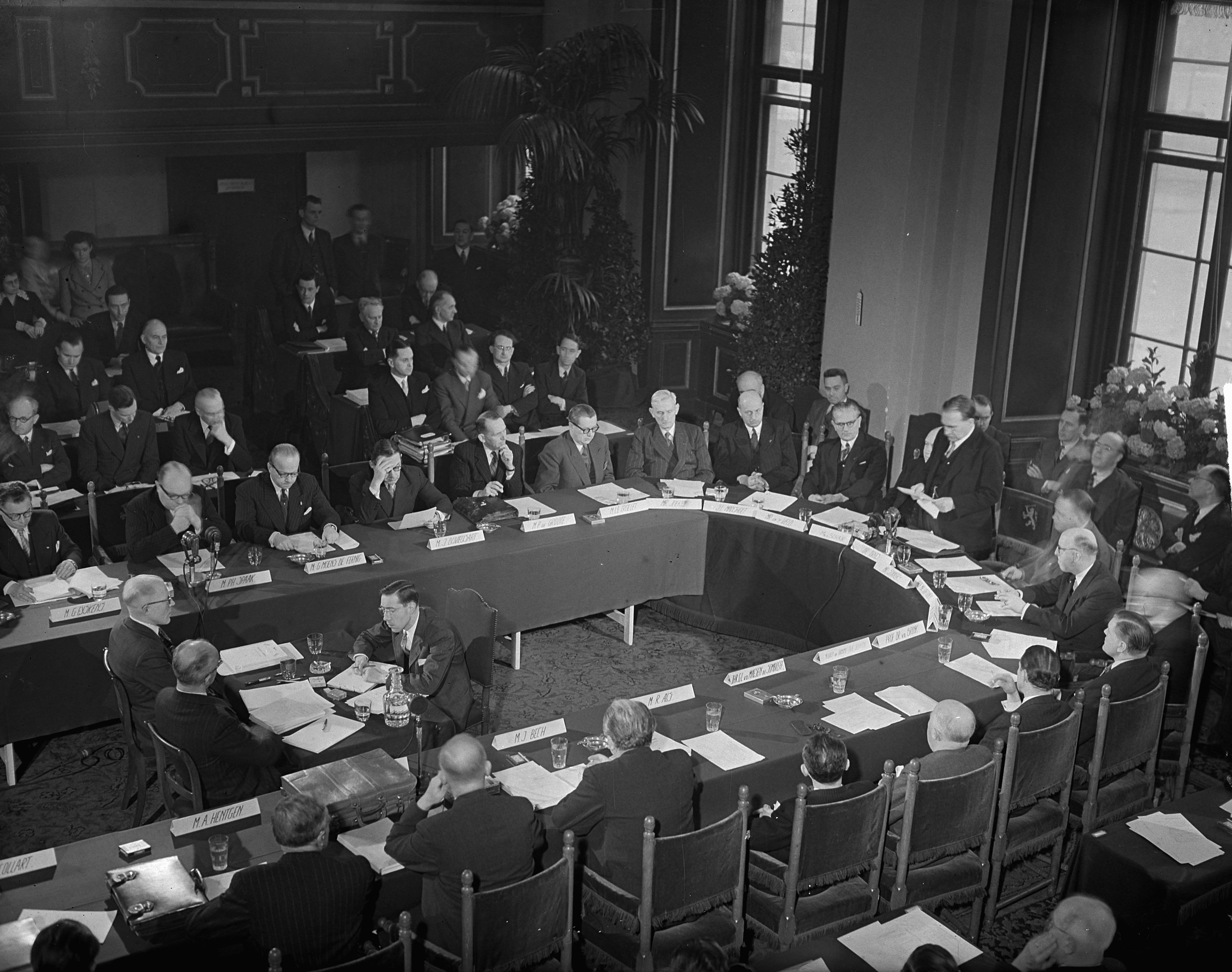
Reunió de delegats del Benelux a La Haia, 1949

El 1944, els representants exiliats dels tres països van signar la Convenció Duanera de Londres, el tractat que va establir la Unió Duanera del Benelux. Ratificat el 1947, el tractat va estar en vigor des del 1948 fins que va ser substituït per la Unió Econòmica del Benelux. La forma inicial de cooperació econòmica es va expandir constantment al llarg del temps, donant lloc a la signatura del tractat de creació de la Unió Econòmica Benelux (Benelux Economische Unie, Union Économique Benelux) el 3 de febrer de 1958 a La Haia, que va entrar en vigor l'1 de novembre de 1960. Inicialment, l'objectiu de la cooperació entre els tres socis era posar fi a les barreres duaneres a les seves fronteres i garantir la lliure circulació de persones, capitals, serveis i mercaderies entre els tres països. Aquest tractat va ser el primer exemple d'integració econòmica internacional a Europa des de la Segona Guerra Mundial.

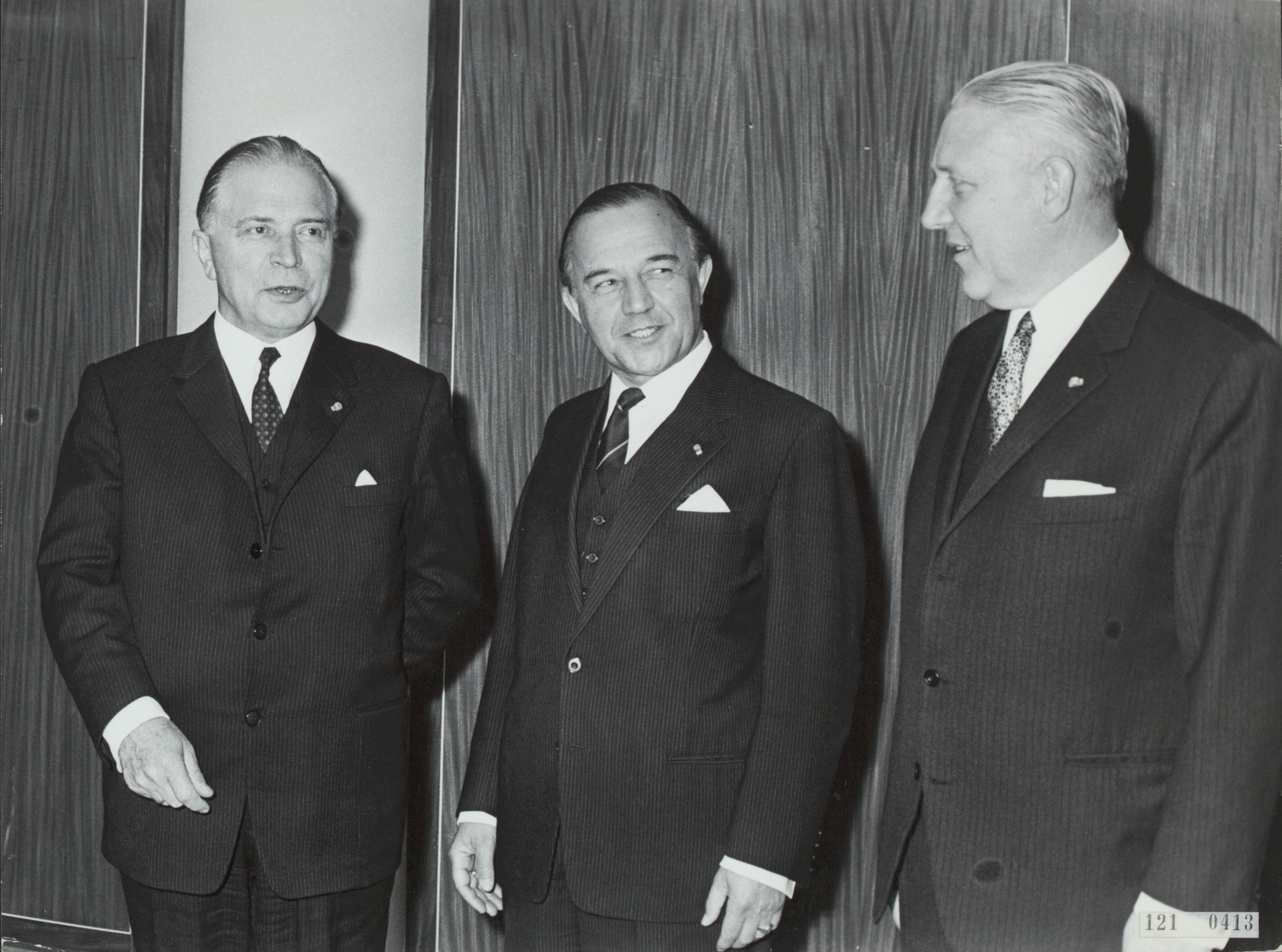
El primer ministre belga Gaston Eyskens, el primer ministre holandès Piet de Jong i el primer ministre luxemburguès Pierre Werner durant una conferència del Benelux a La Haia, Països Baixos, el 28 d'abril de 1968.

Per tant, els tres països van prefigurar i van proporcionar el model per a la futura integració europea, com ara la Comunitat Europea del Carbó i l'Acer, la Comunitat Econòmica Europea (CEE) i la Comunitat Europea – Unió Europea (CE-UE). Els tres socis també van posar en marxa el procés Schengen, que va entrar en funcionament el 1985. La cooperació del Benelux s'ha adaptat constantment i ara va molt més enllà que la mera cooperació econòmica, estenent-se a àrees polítiques noves i d'actualitat relacionades amb la seguretat, el desenvolupament sostenible i l'economia.
L'any 1965 es va signar el tractat que establia un Tribunal de Justícia del Benelux. Va entrar en vigor l'any 1974. El tribunal, format per jutges dels tribunals més alts dels tres estats, ha de garantir la interpretació uniforme de les normes jurídiques comunes. Aquesta institució judicial internacional es troba a Luxemburg.

### Renovació del conveni

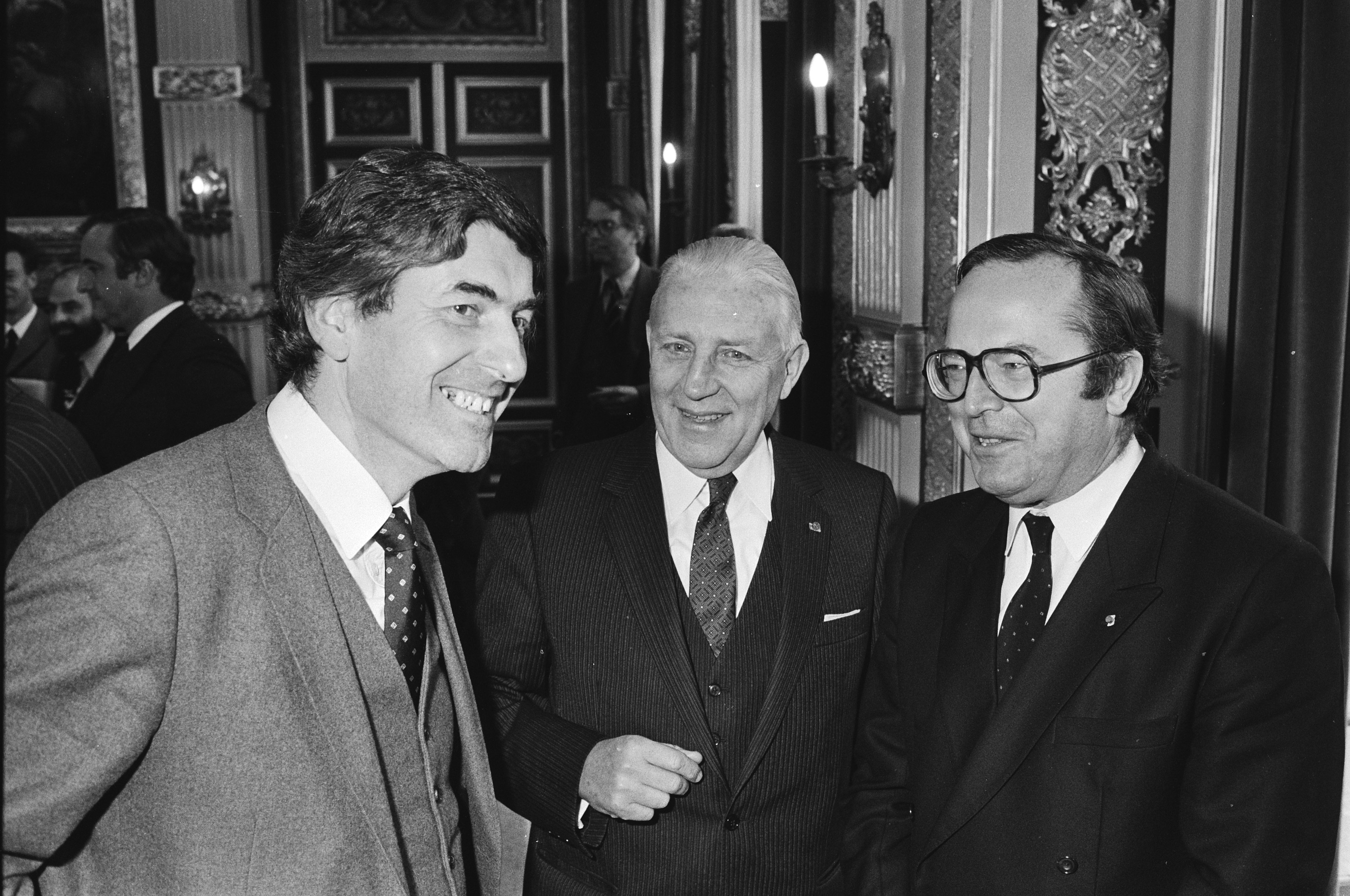
El primer ministre holandès Ruud Lubbers, el primer ministre luxemburguès Pierre Werner i el primer ministre belga Wilfried Martens al Ministeri d'Afers Generals, el 10 de novembre de 1982.

El Tractat de 1958 entre els països del Benelux que va establir la Unió Econòmica del Benelux es limitava a un període de 50 anys. Durant els anys següents, i més encara després de la creació de la Unió Europea, la cooperació del Benelux es va centrar a desenvolupar altres àmbits d'activitat en un context internacional en constant canvi.
Al final dels 50 anys, els governs dels tres països del Benelux van decidir renovar l'acord, tenint en compte els nous aspectes de la cooperació del Benelux –com la seguretat– i la nova estructura de govern federal de Bèlgica. El tractat constitutiu original, que va caducar el 2010, va ser substituït per un nou marc legal (anomenat Tractat de revisió del Tractat constitutiu de la Unió Econòmica del Benelux), que es va signar el 17 de juny de 2008.
El nou tractat no té límit de temps establert i el nom de la Unió Econòmica Benelux es va canviar a Unió Benelux per reflectir l'ampli abast de la unió. Els principals objectius del tractat són la continuació i l'ampliació de la cooperació entre els tres estats membres en un context europeu més ampli. El tractat renovat preveu explícitament la possibilitat que els països del Benelux cooperin amb altres estats membres europeus o amb estructures de cooperació regional. La nova cooperació del Benelux se centra en tres temes principals: mercat interior i unió econòmica, sostenibilitat, justícia i afers interns. El nombre d'estructures del Tractat renovat s'ha reduït i, per tant, simplificat.

### Activitats des del 2008
El Benelux busca la cooperació de regió a regió, ja sigui amb França i Alemanya (Renania del Nord-Westfàlia) o més enllà amb els Estats Bàltics, el Consell Nòrdic, els països de Visegrad, o fins i tot més enllà. El 2018 es va adoptar una declaració política renovada entre Benelux i Renània del Nord-Westfàlia per donar un nou impuls a la cooperació.Però ara gairebé no hi ha turistes. Primer la pandèmia de Covid, després la violència des del cop d'estat militar de fa dos anys, els han allunyat.El Benelux és especialment actiu en l'àmbit de la propietat intel·lectual. Els tres països van establir una Oficina de Marques del Benelux i una Oficina de Dissenys del Benelux, ambdues ubicades a La Haia. L'any 2005 van concloure un tractat de creació de l’Oficina Benelux de Propietat Intel·lectual, que va substituir ambdues oficines a la seva entrada en vigor l'1 de setembre de 2006. Aquesta organització és l'organisme oficial per al registre de marques i dissenys al Benelux. A més, ofereix la possibilitat de registrar formalment l'existència d'idees, conceptes, dissenys, prototips i similars.
Alguns exemples d'iniciatives recents del Benelux són: el reconeixement automàtic de nivells de diplomes i títols dins del Benelux per als programes de grau i màster el 2015, i per a la resta de graus el 2018; inspeccions viàries comunes el 2014; i un pilot del Benelux amb carta de port digital (e-CMR) el 2017; un nou Tractat de Cooperació Policial del Benelux el 2018, que preveu l'accés directe a les bases de dades policials i als registres de població dels altres dins dels límits de la legislació nacional, i permet que uns quants cossos policials travessin fronteres en algunes situacions. El Benelux també es compromet a treballar conjuntament en l'adaptació al canvi climàtic. Una declaració política conjunta del juliol de 2020 va demanar a la Comissió Europea que prioritzés el ciclisme en la política climàtica europea i les estratègies de transport sostenible, cofinançar la construcció d’infraestructures ciclistes i proporcionar fons per estimular la política de ciclisme.
El 5 de juny de 2018 el Tractat del Benelux va celebrar els seus 60 anys d'existència. L'any 2018 es va crear un Parlament Juvenil del Benelux.
A més de la cooperació basada en un Tractat, també hi ha cooperació política en el context del Benelux, incloses les cimeres dels líders governamentals del Benelux. El 2019 es va celebrar una cimera del Benelux a Luxemburg. El 2020 es va celebrar una cimera del Benelux, en línia, a causa de la pandèmia de la COVID-19, sota la presidència holandesa el 7 d'octubre entre els primers ministres.
A partir de l'1 de gener de 2017, es va iniciar un nou acord per a la Policia Aèria de l'OTAN per a l'espai aeri de Bèlgica, els Països Baixos i Luxemburg (Benelux). El Component Aeri Belga i la Força Aèria Reial dels Països Baixos faran torns de quatre mesos per garantir que els avions de caça d'alerta de reacció ràpida (QRA) estiguin disponibles en tot moment per ser llançats sota control de l'OTAN.

### Cooperació amb altres regions geopolítiques

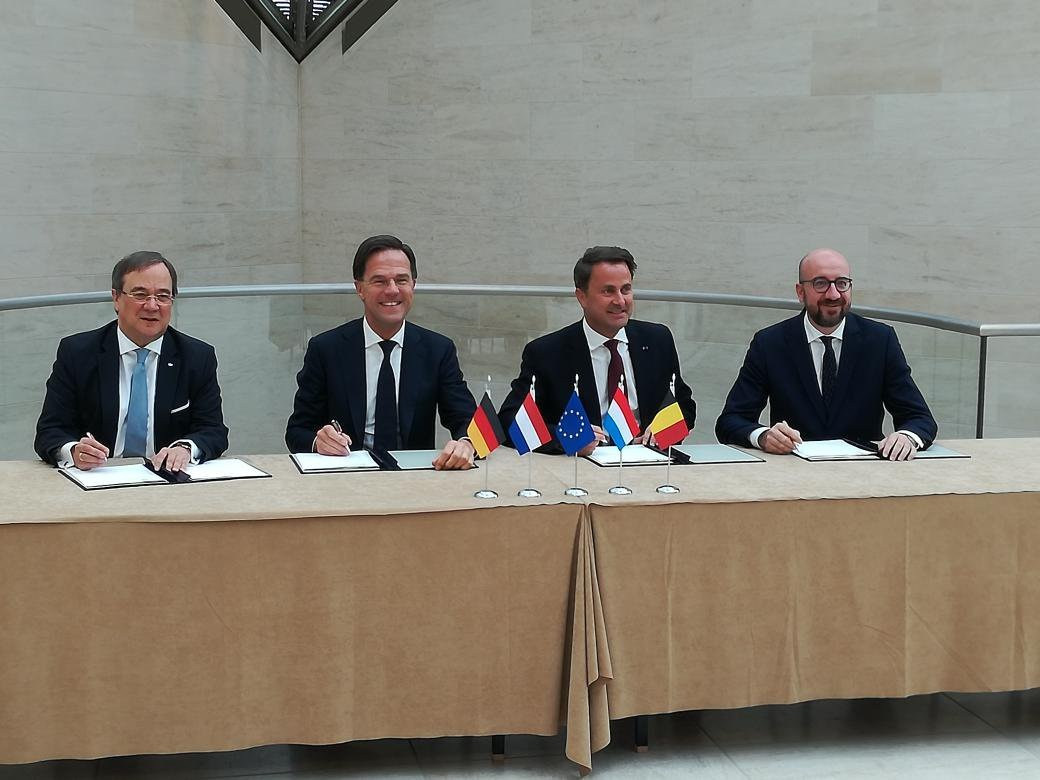
Els tres primers ministres juntament amb Armin Laschet, ministre-president de Renània del Nord-Westfàlia el 2019

Els països del Benelux també col·laboren en l'anomenat Fòrum Pentalateral de l'Energia, un grup de cooperació regional format per cinc membres: els estats del Benelux, França, Alemanya, Àustria i Suïssa. Constituïts el 6 de juny de 2007, els ministres d'Energia dels diferents països representen un total de 200 milions de residents i el 40% de la xarxa elèctrica europea.
L'any 2017, els membres del Benelux, l’Assemblea Bàltica, tres membres del Consell Nòrdic (Suècia, Dinamarca i Finlàndia) i tots els altres països membres de la UE, van intentar augmentar la cooperació en el Mercat Únic Digital, així com debatre sobre les relacions socials. matèries, la Unió Econòmica i Monetària de la Unió Europea, immigració i cooperació en defensa. Les relacions exteriors arran de l'annexió de Crimea per part de Rússia i el referèndum constitucional turc del 2017 també estaven a l'agenda.
Des de l'any 2008, la Unió Benelux treballa conjuntament amb el Land (estat) alemany de Renània del Nord-Westfàlia. El 2018, la Unió Benelux va signar una declaració amb França per reforçar la cooperació transfronterera.

## Política

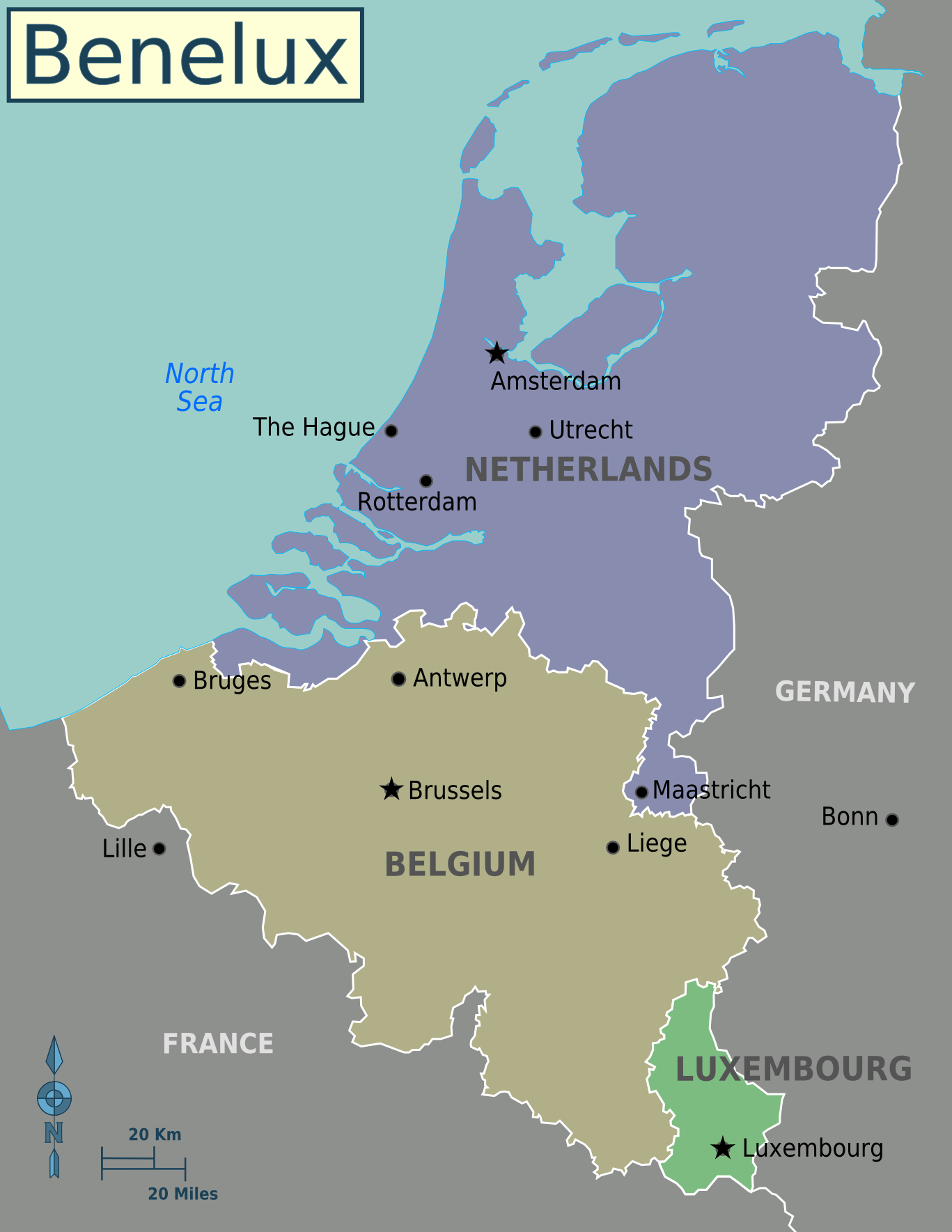
Bèlgica, els Països Baixos i Luxemburg formen el Benelux.

### Institucions del Benelux
Segons el tractat de 2008, hi ha cinc institucions del Benelux: el Comitè de Ministres del Benelux, el Consell del Benelux, el Parlament del Benelux, el Tribunal de Justícia del Benelux i la Secretaria General del Benelux. A més d'aquestes cinc institucions, l'Organització Benelux per a la Propietat Intel·lectual també és una organització independent.
Comitè de Ministres del Benelux:
El Comitè de Ministres és l'òrgan suprem de decisió del Benelux. Inclou almenys un representant a nivell ministerial dels tres països. La seva composició varia segons la seva agenda. Els ministres determinen les orientacions i prioritats de la cooperació del Benelux. La presidència del Comitè rota anualment entre els tres països.
Consell del Benelux:
El consell està integrat per alts càrrecs dels ministeris competents. La seva composició varia segons la seva agenda. La principal tasca del consistori és preparar els dossiers per als ministres.
Consell Consultiu Interparlamentari del Benelux: El Parlament del Benelux (oficialment conegut com a "Consell Consultiu Interparlamentari") es va crear el 1955. Aquesta assemblea parlamentària està formada per 49 membres dels respectius parlaments nacionals (21 membres del parlament holandès, 21 membres dels parlaments nacionals i regionals belgues i 7 membres del parlament de Luxemburg). Els seus membres informen i assessoren els seus respectius governs sobre tots els assumptes del Benelux. El 20 de gener de 2015, els governs dels tres països, inclosos, pel que fa a Bèlgica, els governs comunitaris i regionals, van signar a Brussel·les el Tractat de l'Assemblea Interparlamentària del Benelux. Aquest tractat va entrar en vigor l'1 d'agost de 2019. Això va substituir la Convenció de 1955 sobre el Consell Interparlamentari Consultiu per al Benelux. El nom oficial ha estat en gran part obsolet en la pràctica diària des de fa uns quants anys: tant internament al Benelux com en referències externes, el nom de Parlament del Benelux s'utilitza de facto des de fa uns quants anys.
L'any 1965 es va signar el tractat que establia un Tribunal de Justícia del Benelux. Va entrar en vigor l'any 1974. El tribunal, format per jutges dels tribunals més alts dels tres estats, ha de garantir la interpretació uniforme de les normes jurídiques comunes. Aquesta institució judicial internacional es troba a Luxemburg.
Secretaria General del Benelux:
La Secretaria General, amb seu a Brussel·les, forma la plataforma de cooperació de la Unió Benelux. Actua com a secretaria del Comitè de Ministres, del consell i de diferents comissions i grups de treball. La Secretaria General té anys d'experiència en l'àmbit de la cooperació del Benelux i està familiaritzada amb els acords polítics i les diferències entre els tres països. A partir del que ja s'ha aconseguit, la Secretaria General posa el seu coneixement, xarxa i experiència al servei dels socis i grups d'interès que avalen la seva mis Inicia, dona suport i controla els resultats de la cooperació en les àrees d'economia, sostenibilitat i seguretat.
Benelux treballa conjuntament sobre la base d'un pla anual integrat en un programa de treball conjunt de quatre anys.

### Instruments jurídics del Benelux
La Unió Benelux implica la cooperació intergovernamental.
El Tractat constitutiu de la Unió Benelux preveu explícitament que el Comitè de Ministres del Benelux pot recórrer a quatre instruments jurídics (art. 6, paràgraf 2, lletres a), f), g) i h)):
1. Decisions
Les decisions són normes jurídicament vinculants per a l'aplicació del Tractat que constitueix la Unió Benelux o altres tractats del Benelux.
La seva força legalment vinculant afecta els estats del Benelux (i les seves entitats subestatals), que els han d'implementar. No obstant això, no tenen efectes directes cap als ciutadans o les empreses individuals (sense perjudici de qualsevol protecció indirecta dels seus drets basada en aquestes decisions com a font del dret internacional). Només les disposicions nacionals que implementen una decisió poden crear directament drets i obligacions per als ciutadans o les empreses.
2. Acords
El Comitè de Ministres pot elaborar acords, que després se sotmeten als estats del Benelux (i/o les seves entitats subestatals) per a la signatura i la posterior ratificació parlamentària. Aquests acords poden tractar qualsevol tema, també en àrees polítiques que encara no estan cobertes per la cooperació en el marc de la Unió Benelux.
Es tracta, de fet, de tractats tradicionals, amb la mateixa força jurídicament vinculant directa tant per a les autoritats com per als ciutadans o empreses. No obstant això, les negociacions tenen lloc en el context establert dels grups de treball i les institucions del Benelux, més que no de manera ad hoc.
3. Recomanacions
Les recomanacions són orientacions no vinculants, adoptades a nivell ministerial, que sustenten el funcionament de la Unió Benelux. Aquestes orientacions (polítiques) poden no ser jurídicament vinculants, però donada la seva adopció al més alt nivell polític i la seva base jurídica atribuïda directament al Tractat, comporten una forta obligació moral per a qualsevol autoritat afectada als països del Benelux.
4. Directives
Les directives del Comitè de Ministres són meres instruccions interinstitucionals cap al Consell del Benelux i/o la Secretaria General, per a les quals són vinculants. Fins ara, aquest instrument només s'ha utilitzat puntualment, bàsicament per organitzar determinades activitats dins d'un grup de treball del Benelux o per donar-li impuls.
Tots quatre instruments requereixen l'aprovació unànime dels membres del Comitè de Ministres (i, en el cas dels acords, la posterior signatura i ratificació a nivell nacional).